# Oshiro Chojo
Oshiro Chojo (* 1888; † 1935) war ein japanischer Kampfkunstexperte des Karate und Kobudō in Shuri, Okinawa, berühmt für seine Meisterschaft des Yamani-ryu, das er zum Oshiro-ha Yamani-ryu verfeinerte.

## Leben
Das Geburtsdatum wird meist mit 1888 angegeben, könnte aber auch 1889 sein.
Er lernte das Shuri-te bei Itosu Yasutsune. und das Kobudō bei Tawada Shinboku.
Er war ebenfalls Schüler von Masaru Yamane no Chinen. Er war ein Kobudō-Meister. Bei Shinen Sanda erlernte er später das Kobudo des Yamani-ryu, das er später selbst interpretierte und nun als Oshiro ha Yamanni ryu bekannt ist.
Das Tomari-te lernte er bei Oyadomari Kōkan.
Er übte im Dojo von Chinen Sanda Peichin, in dem er nach dessen Weggang auch lehrte. Daneben lehrte er Karate und Bojutsu an öffentlichen Schulen. Er lehrte Kobudo auch am Shihan Gakku und Cogyu Gakku in Shuri.
Er gehörte dem Okinawa Tode-Forschungs-Club (Okinawa Tode Kenkyukai) an.
Unter seinen Schülern waren Chotoku Maeshiro (1909–1979) und ab 1926 Kinjo Hiroshi.
Oshiro Chojo starb 1935.